# Le Pays briard
Pour les articles homonymes, voir Pays briard (homonymie).
Le Pays briard est un journal bi-hebdomadaire régional français. Son siège est situé à Coulommiers (Seine-et-Marne).

## Zone géographique
En zonage PHR, Le Pays briard couvre la Seine-et-Marne, et plus particulièrement son centre, entre la zone de diffusion de La Marne (Meaux), au nord, et de La République de Seine-et-Marne (Melun), au sud, qui appartiennent tous deux au même groupe que lui, Publihebdos. En zonage PQR, il recoupe une partie de la zone de diffusion de l'édition « Seine-et-Marne » du Parisien.
Soit au total : les cantons de Tournan-en-Brie, Rozay-en-Brie, Crécy-la-Chapelle, Coulommiers, La Ferté-Gaucher, Rebais, La Ferté-sous-Jouarre (Seine-et-Marne) ; les cantons d'Esternay et de Montmirail (Marne) ; les cantons de Château-Thierry et de Charly (Aisne) et plus rarement le canton de Provins, en Seine-et-Marne.

## Ligne éditoriale
Républicain, consensuel, le journal fonde son identité sur l'information de proximité (dans les rubriques par canton, comme "La Ferté-Gaucher et son pays").
Titre adhérent à l'OJD (office certificateur de la presse) ; titre adhérent au SPHR (Syndicat de la presse hebdomadaire régionale) ; titre adhérent à l’AEPHR (Association pour l’étude et la promotion des hebdomadaires régionaux).
Le Pays Briard, journal indépendant depuis sa création, a été un adhérent du réseau de franchise Vivrici (fondé en 2002 par le groupe Sogemedia, principal groupe indépendant de la PHR),
Aujourd'hui, Le Pays briard fait partie du groupe Publihebdos.

## Format
- Format : tabloïd. Parution : mardi et vendredi. Prix au numéro : 1,10 euro.  Poids : 134 grammes. Nombres de pages : 40 pages. Habilitation AJL : département de Seine-et-Marne (77). Numéro de commission paritaire

- Avait, jusqu'en 2010, comme supplément mensuel gratuit Le Petit Briard, sous format magazine chaque premier mardi du mois ; à ne pas confondre avec l'ancien journal homonyme, à Melun sous la IIIe République (notice de la Bibliothèque nationale de France n° : FRBNF32835792).

## Historique
Le premier numéro est publié le 22 septembre 1944. Il est directement issu du journal Le Démocrate, qui échappe à la règle de l'ordonnance du 30 septembre 1944 de cessation de diffusion des journaux publiés pendant l'Occupation, pour aide à la Résistance de son directeur de publication Edmond Rayer. Le Démocrate dut tout de même changer de titre pour devenir Le Pays Briard.
Le Démocrate a été lancé le 24 juillet 1886 sur une ligne éditoriale clairement républicaine « un organe de rénovation sociale » dans un arrondissement conservateur, par l'instituteur Émile Véron (fondateur d'une imprimerie puis un premier journal en 1884 : L'École du peuple) à La Ferté-Gaucher ; il déménagera une décennie plus tard à Coulommiers, alors sous-préfecture. Il occupera successivement deux sièges sociaux dans cette commune.
Fin 2010, il est racheté par le groupe Publihebdos.